# Pitkäsaari (ö i Finland, Södra Savolax, S:t Michel, lat 61,45, long 28,07)
Pitkäsaari är en ö i Finland. Den ligger i sjön Saimen och i kommunen Puumala i den ekonomiska regionen  S:t Michel och landskapet Södra Savolax, i den södra delen av landet, 220 km nordost om huvudstaden Helsingfors. Öns area är 21,9 hektar och dess största längd är 1 kilometer i sydväst-nordöstlig riktning.